# 박준규 (배우)
박준규(朴浚圭, 1964년 6월 27일 ~ )는 대한민국의 배우이다.

## 학력
- 경희초등학교 (졸업)
- 경희중학교 (졸업)
- 경희고등학교 (졸업)
- 엘 카미노 주립 커뮤니티 전문대학 경영학과 (전문학사)

## 생애
1971년 영화 <인간사표를 써라>에서 아역 배우로 데뷔했다. 1986년에 연극배우로 데뷔를 하였다. 배우 박노식의 아들이기도 하다. 무명세월을 겪다가 SBS 드라마 야인시대의 쌍칼 역으로 박노식의 아들에서 배우 박준규로 알리게 된 계기가 되었으며 이후에도 여러 작품에서 감초 연기와 예능에서도 랩규라는 별칭 등으로 활발히 활동하고 있다.

## 작품

### 연극
- 1988년 《햄릿》 ... 오즈리크 역(단역)
- 2009년~2010년 《여보 고마워》
- 2011년 《모란이 꽃피는 시장》
- 2011년 《코요테 어글리》
- 2011년 《러브》

### 영화
- 1988년 《카멜레온의 시》 ... 강토 역
- 1989년 《위험한 욕정》
- 1989년 《인신매매》 ... 혜리의 기둥서방 사내 역
- 1990년 《마리화나》
- 1991년 《독재소공화국》 ... 임석구 역
- 1991년 《팔도 사나이 91》
- 1991년 《10대의 반항 Resistance of Teenagers》
- 1992년 《네 멋대로 해라》 ... 오준영 역
- 1992년 《겨울 만가》
- 1992년 《언제나 막차를 타고 오는 사람》
- 1992년 《비키니섬 이야기》
- 1992년 《뜨거운 바다》
- 1993년 《검은 모자》 ... 찬 역
- 1994년 《하몽화몽 서울》 ... 현수 역
- 1996년 《알바트로스》 ... 박 하사 역
- 1996년 《카루나》 ... 상철 역
- 1996년 《보스》 ... 광욱 역
- 1997년 《큐》 ... 준규 역
- 1997년 《로켓트는 발사됐다》
- 1997년 《파트너》 ... 김 실장 역
- 1998년 《블루스》 ... 서근태 역
- 1998년 《마지막 시도》 ... 이 기자 역
- 2000년 《자카르타》 ... 두산 역
- 2001년 《두사부일체》 ... 조봉팔 역
- 2002년 《4발가락》 ... 각 그랜져 역
- 2002년 《마법의 성》 ... 신화 역
- 2002년 《색즉시공》 ... 변태 2 역(우정출연)
- 2003년 《조폭 마누라 2 - 돌아온 전설》 ... 윤재철 역
- 2005년 《몽정기 2》 ... 바바리맨 1 역(우정출연)
- 2005년 《작업의 정석》 ... 봉 사장 역
- 2006년 《구미호 가족》 ... 기동 역
- 2006년 《구세주》 ... 황 계장 역
- 2006년 《누가 그녀와 잤을까?》 ... 학생 배재성 역
- 2007년 《울 밑에 선 봉선화》 ... 준규 역
- 2007년 《브라보 마이 라이프》 ... 박승재 역
- 2016년 《시간이탈자》 ... 복덕방 역
- 2021년 《해피 뉴 이어》 ... 종묘상 주인 역(특별출연)

### 드라마
- 1988년 KBS 미니시리즈 《그해 겨울은 따뜻했네》 ... 광엽 역
- 1988년 KBS 특집드라마 《조선백자 마리아상》 ... 천주교에 귀의한 조선 청년 역(단역)
- 1989년 MBC 추석특집극 《사랑은 구름을 비로 내리고》
- 1990년 MBC 대하드라마 《대원군》 ... 김입 역
- 1993년 KBS 미니시리즈 《기쁨이면서 슬픔인 채로》 ... 김형민 역
- 1993년 KBS 미니시리즈 《살아남은 자의 슬픔》
- 1994년 KBS 미니시리즈 《폴리스》 ... 황준치 역
- 1994년 KBS2 단막극《드라마게임 - 어느 날 갑자기 》 ... 철웅 역
- 1996년 KBS 미니시리즈 《슈팅》 ... 강준호 역
- 1996년 KBS 미니시리즈 《머나먼 나라》 ... 박태주 역
- 1996년 KBS2 미니시리즈 《컬러》 제1화 (화이트)
- 1997년 KBS 수목드라마 《질주》
- 1998년 SBS 대하드라마 《삼김시대》 ... 이인수 역
- 1998년 SBS 드라마 스페셜 《홍길동》
- 1999년 MBC 특별기획드라마 《왕초》 ... 쌍칼 역
- 2000년 SBS 일요드라마 《메디컬센터》
- 2001년 MBC 시트콤 《세 친구》 ... 준규 역(특별출연)
- 2001년 KBS2 대하드라마 《명성황후》 ... 단군왕검 역(특별출연)
- 2002년 ~ 2003년 SBS 대하드라마 《야인시대》 ... 쌍칼 역(특별출연)
- 2002년 MBC 미니시리즈 《리멤버》 ... 전국구 역
- 2003년 MBC 미니시리즈 《조선 여형사 다모》 ... 국왕 호위무사(흥복) 역
- 2003년 SBS 일일시트콤 《압구정 종갓집》 ... 삼촌 역
- 2003년 ~ 2004년 KBS 대하드라마 《무인시대》 ... 이고 역
- 2004년 SBS 대하드라마 《장길산》 ... 최형기 역
- 2007년 KBS 미니시리즈 《아이 엠 샘》 ... 유재곤 역
- 2008년 MBC 주말연속극 《천하일색 박정금》 ... 정용두 역
- 2008년 ~ 2009년 KBS 주말연속극 《내 사랑 금지옥엽》 ... 백준식 역
- 2010년 KBS 미니시리즈 《매리는 외박중》 ... 정인 부, 정석 역
- 2011년 SBS 미니시리즈 《무사 백동수》 ... 흑사모 역
- 2011년 MBC 창사 41주년 특별기획 《빛과 그림자》 ... 마도로스 박, 박노식 역(특별출연)
- 2012년 MBC 미니시리즈 《아랑사또전》 ... 염라대왕 역(특별출연)
- 2014년 tvN 금토드라마 《연애 말고 결혼》 ... 주경표 역
- 2015년 SBS 주말극장 《떴다! 패밀리》 ... 최달수 역
- 2015년 MBC 미니시리즈 《킬미힐미》 ... 오대오 역
- 2015년 MBC 월화드라마 《화정》 ... 김류 역
- 2017년 MBC 월화드라마 《역적 : 백성을 훔친 도적》 ... 소부리 역
- 2018년 SBS 드라마 스페셜 《리턴》 ... 박변호사 역(특별출연)
- 2018년 KBS 월화드라마 《우리가 만난 기적》
- 2018년 MBC 월화드라마 《검법남녀》 ... 강동식 역
- 2018년 MBC 주말드라마 《내사랑 치유기》 ... 김사장 역(특별출연)
- 2019년 MBC 월화드라마 《검법남녀 2》 ... 강동식 역

### 뮤지컬
- 1989년 《포기와 베스》 ... 스키피오 역(단역)
- 1990년 《지저스 크라이스트 슈퍼스타》 ... 유다 역(조연)
- 1995년 《아가씨와 건달들》 ... 베니 사우드스트릿 역(남자 조연)

### 뮤직 비디오
- 2006년 장혜진 - 마주치치 말자

### 방송
- 1991년 KBS 《가족오락관》 패널
- 2004년 ~ 2007년 SBS 《일요일이 좋다 - X맨[31,70기]》
- 2006년 ~ 2007년 KBS2 《상상더하기》
- 2009년 SBS 《퀴즈! 육감대결》
- 2009년 SBS 《스타주니어쇼 붕어빵》
- 2010년 MBC every1 《가족이 필요해 시즌4》
- 2010년 SBSE! 《형님식당》 MC
- 2011년 KBS 《헬로우 뚝배기》
- 2011년 SBS 《진실게임 가짜를 찾아라》 패널
- 2012년 SBS 《놀라운 대회 스타킹》 패널
- 2012년 XTM 《탑기어 코리아》 MC
- 2013년 KBS 《가족의 품격 풀하우스》 패널
- 2014년 XTM 《주먹이 운다 - 용쟁호투》
- 2014년 KBS 《나를 따르라》 패널
- 2015년 MBN 《전국제패》 패널
- 2016년 KBS 《위기탈출 넘버원》 MC
- 2016년 KBS 《구석구석 숨은 돈 찾기》
- 2016년 SBS 《영재발굴단》
- 2017년 TV조선 《매직 컨트롤》
- 2017년 MBC 《랭킹쇼 123》
- 2018년 KBS1 《다큐공감 269회 : 자식이 뭐인고》 내레이션
- 2019년 KBS1 《다큐공감 283회 : 한탄강은 흐른다》 내레이션
- 2019년 KBS1 《다큐공감 288회 : 어매들의 노래방》 내레이션
- 2019년 KBS1 《다큐공감 303회 : 남자의 일생》 내레이션
- 2021년 카카오TV 《야인이즈백》 - 장미쌍칼 역

### 라디오 프로그램
- 2015년 EBS FM 《EBS 책 읽는 라디오 낭독 시리즈》

## 이외 이력
- 동아방송전문대학 방송연기학과 겸임교수(1997년 8월 ~ 1998년 2월)

## 수상 및 후보
| 연도 | 시상식            | 부문                     | 작품               | 결과 |
| ---- | ----------------- | ------------------------ | ------------------ | ---- |
| 2002 | SBS 연기대상      | 조연상                   | 야인시대           | 수상 |
| 2002 | 제25회 황금촬영상 | 네티즌이 뽑은 인기남우상 | 두사부일체         | 수상 |
| 2003 | SBS 연기대상      | 시트콤 부문 연기상       | 압구정 종갓집      | 수상 |
| 2008 | 제16회 춘사영화제 | 남우조연상               | 브라보 마이 라이프 | 후보 |
| 2013 | SBS 연예대상      | 베스트엔터테이너상       |                    | 수상 |